# Luc Tuymans
Luc Tuymans, né le 14 juin 1958, est un artiste belge vivant et travaillant à Anvers. Il est une figure clé de la génération des peintres figuratifs européens ayant acquis leur renom à une époque où beaucoup pensaient que le médium de la peinture avait perdu de sa pertinence au sein d'un monde dominé par la nouvelle ère numérique. Ses sujets de prédilection couvrent autant des événements historiques ou sociaux majeurs tels que l'Holocauste, la colonisation, la religion, la maladie, la mort, que des thématiques apparemment sans importance, voire banales : vêtements, papier peint, broderie, lampes, jouets, décorations de Noël ou encore objets du quotidien.
Luc Tuymans est néanmoins réputé pour ses peintures à l'huile qui examinent notre relation avec l'histoire et confrontent notre tendance apparente à l'ignorer. La Seconde Guerre mondiale, la colonisation ou l'empire Disney sont, pour exemples, des thèmes récurrents dans son œuvre. Une grande partie de son travail traite ainsi de la complexité morale, en particulier de la coexistence du « bien » et du « mal ». 
Luc Tuymans peint à partir d'images photographiques ou cinématographiques tirées des médias ou de la sphère publique, ainsi que de ses propres photographies prises au Polaroid ou, aujourd'hui, au téléphone portable,. Parfois ces images de départ sont ensuite retravaillées à la photocopie ou à l'imprimante. L’artiste produit également un grand nombre de dessins et d'aquarelles qui servent de préparation à ses oeuvres. Le premier jet de chaque tableau, traité à coups de pinceau rapides de peinture mouillée, est executé sur une seule journée. Ses peintures sont, le plus souvent, intentionnellement brouillées ou floues,,, ou, en relation avec la photographie, presque surexposées ou sous-exposées. Ces effets picturaux inédits sont le résultat de coups de pinceau délibérés et savamment étudiés, et non pas selon une technique « d'essuyage » comme chez d'autres artistes.
Les oppositions formelles et conceptuelles sont récurrentes dans le travail de Tuymans, qui précise à ce propos « la maladie doit apparaître dans la façon dont le tableau est peint, mais il existe toutefois un plaisir à le réaliser, une sorte de caresse de la toile ». Cette remarque reflète la forme sémantique que l’artiste apporte au contenu philosophique de son œuvre. Fréquemment allégoriques, ses titres ajoutent une couche supplémentaire d'interprétations à son œuvre - une strate existant au-delà du visible. Dans son travail, le sens n'est ainsi jamais figé ; ses peintures incitent à la réflexion dans l'esprit du spectateur. 
Une autre caractéristique du travail de Tuymans réside dans le fait qu’il travaille souvent en série, méthode qui permet à une oeuvre d'en générer une autre, et par laquelle leurs représentations peuvent être formulées et reformulées à l'infini. Chaque image de départ ets donc analysé et distillé à plusieurs reprises.

## Biographie

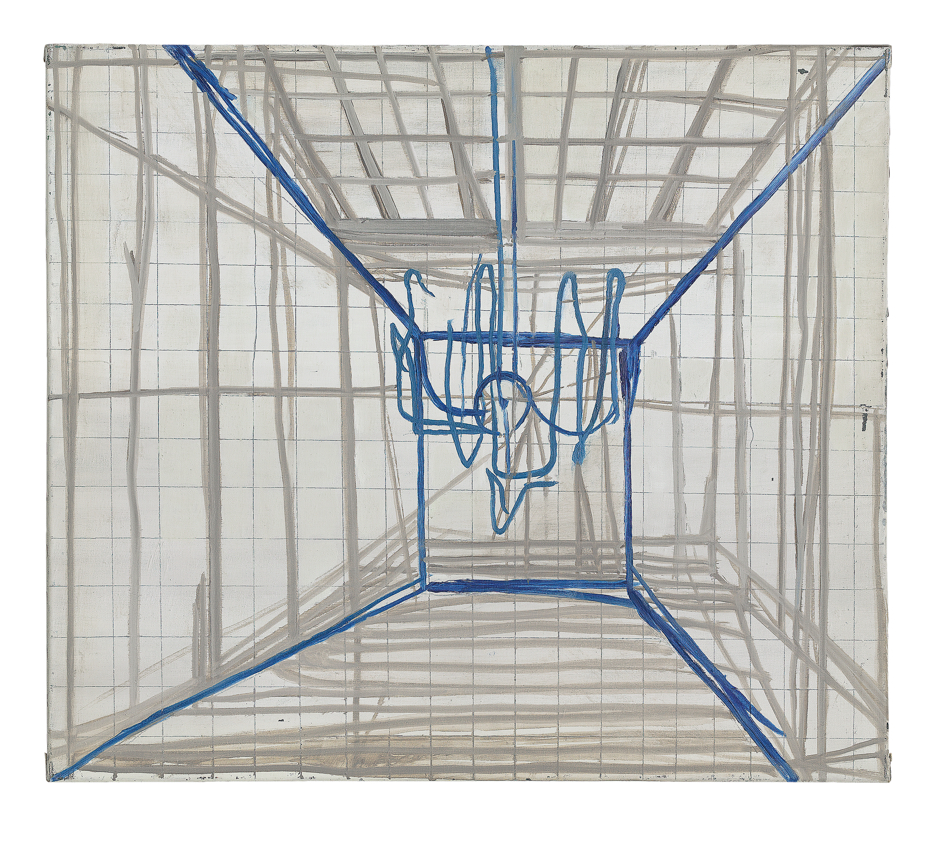
Luc Tuymans, Antichambre, 1985
Huile sur toile, 69.9 × 80.1 cm, collection MuHKA musée d'Art contemporain d'Anvers - Collection de la Communauté flamande de Belgique

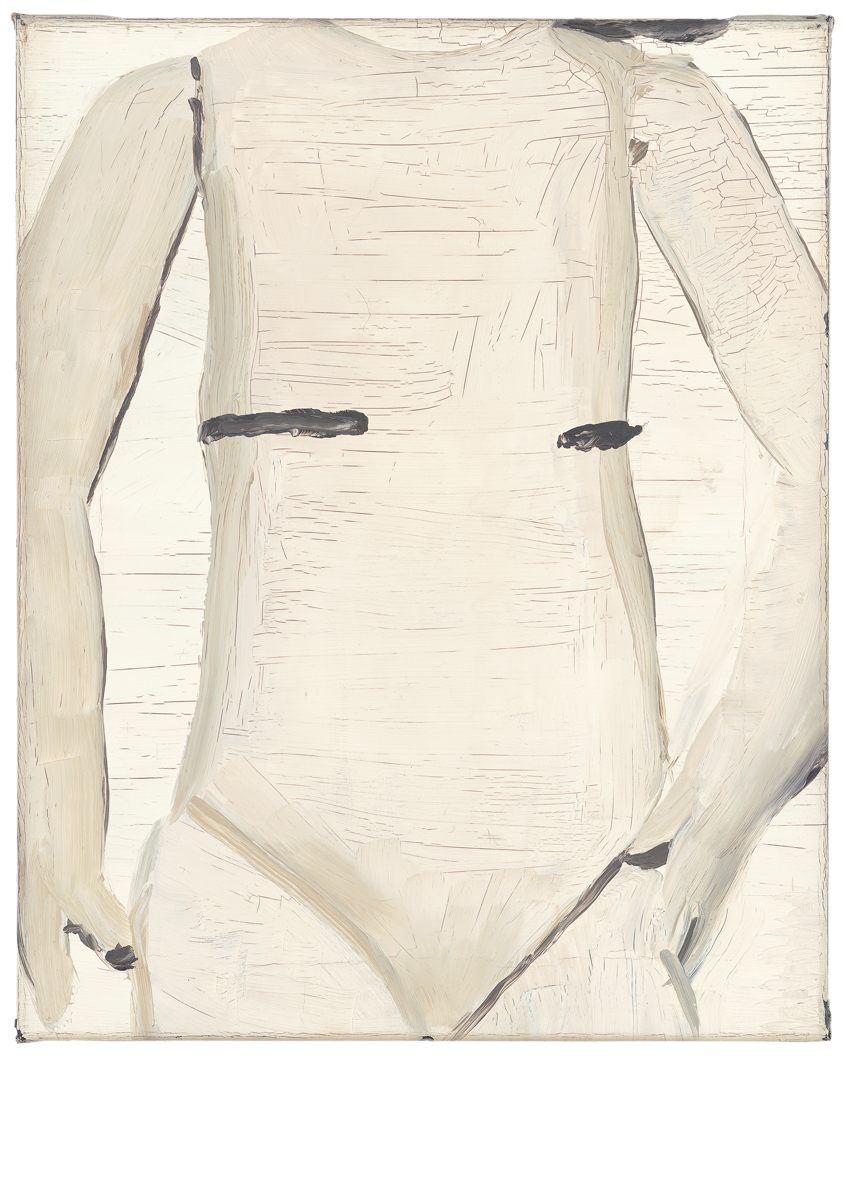
Luc Tuymans, Body, 1990
Huile sur toile, 48.5 × 38.5 cm, collection du S.M.A.K Stedelijk Museum voor Actuele Kunst, Gand

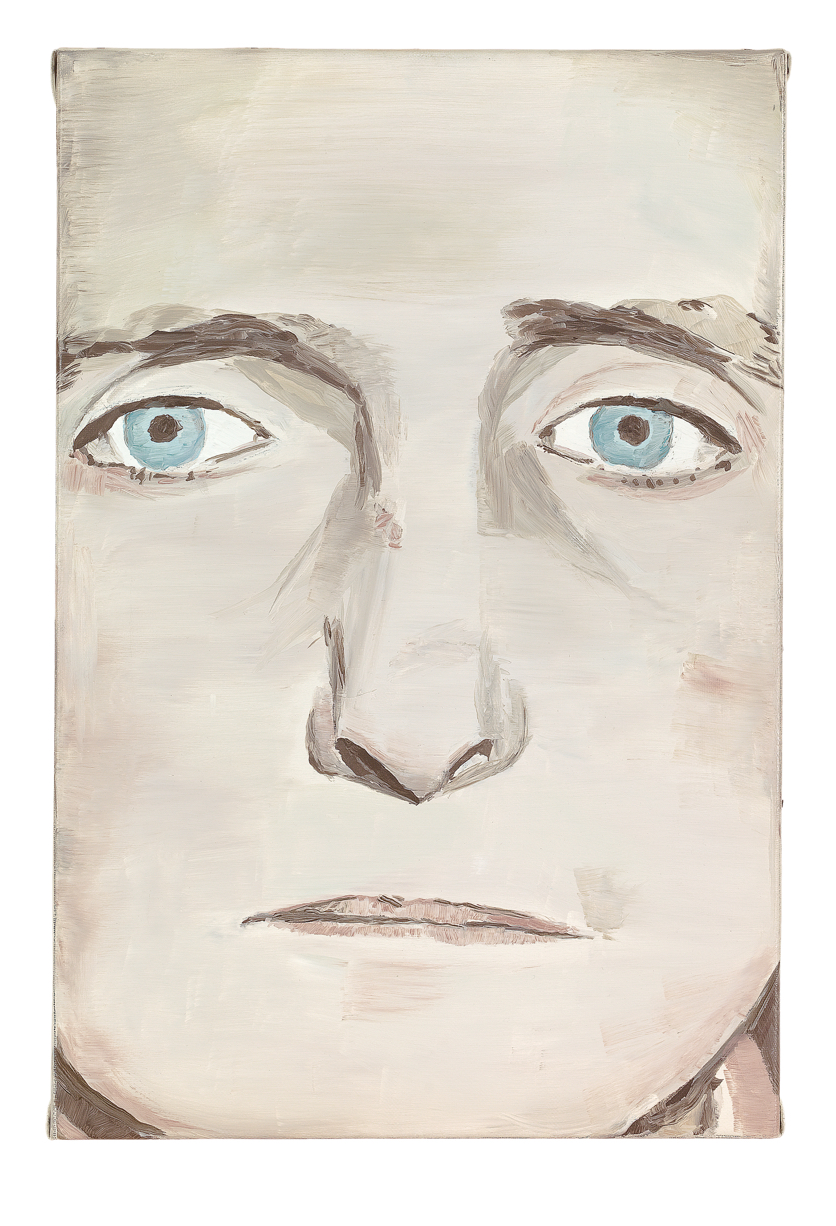
Luc Tuymans, Der diagnostische Blick IV, 1992
Huile sur toile, 57 × 38.2 cm, collection privée, prêt de longue durée au De Pont Museum of Contemporary Art, Tilburg.

### Famille et jeunesse
Luc Tuymans naît à Mortsel, près d’Anvers, le 14 juin 1958, d’un père, Antoon Tuymans, Belge flamand, et d’une mère, Elisabeth Dam, néerlandaise.
Durant la Seconde Guerre mondiale, la famille de sa mère rejoint la Résistance néerlandaise et cache des réfugiés, alors que certains membres de la famille de son père auraient sympathisé avec l'idéologie nazie,,. Ce fait troublant se retrouve fréquemment au cœur des conversations familiales, soulevant maintes questions morales et sentiments de culpabilité. Avant de jouer un rôle clé dans la peinture de Tuymans, ce sujet est source de fascination et de peur.

### Débuts
L’intérêt de Tuymans pour l'art se manifeste dès son plus jeune âge. Son talent est reconnu pour la première fois durant les vacances d'été à Zundert, lorsque le jeune garçon remporte un concours de dessin. Par la suite, Tuymans déclarera fréquemment que cet événement lui a fait entrevoir le chemin qu'il allait suivre.[réf. nécessaire] Lorsqu’il a huit ou neuf ans, son oncle l'emmène au musée d'Art de La Haye, où il découvre un tableau de Mondrian. Beaucoup plus tard, lors d’une conversation, il expliquera : 

« j’ai vécu ma première expérience artistique lorsque j’ai vu cette peinture abstraite... J'y ai ressenti toute la magie de l'art... J'ai compris la monumentalité de cette œuvre. »

### Études
À dix-huit ans, Tuymans entame des études d'art aux écoles supérieures des arts Saint-Luc où il reste de 1976 à 1979. Durant cette période, il se rend à Budapest et y découvre les peintures du Greco au musée des beaux-arts de la ville. Lors d'une interview réalisée en 2020, il décrit la vision de ces peintures comme un choc, évoquant la fascination que Le Greco exerce encore sur lui aujourd’hui.
Il poursuit ensuite ses études à La Cambre, école nationale supérieure des arts visuels (ENSAV), à Bruxelles (1979-80) avant d’entrer à l'Académie royale des beaux-arts d'Anvers (1980-82), où il met temporairement la peinture de côté pour se concentrer sur le cinéma.
Au terme de ses études artistiques, Tuymans s'inscrit à l’Université libre de Bruxelles (VUB) en vue d’obtenir une licence en histoire de l'art (1982-86).

### Vie privée
Tuymans vit et travaille à Anvers.
En 1995, il rencontre l'artiste vénézuélienne Carla Arocha alors qu'il travaille sur sa première exposition américaine à la Renaissance Society à Chicago. Quatre ans plus tard, en 1999, ils se marient.

## Parcours artistique

### Premières œuvres, 1972–94
Durant la première phase décisive de son développement artistique, la peinture de Tuymans évolue rapidement et il participe à ses premières expositions individuelles et collectives. D’après le catalogue raisonné, il crée près de 200 peintures sur toile ou sur carton au cours de cette période. Sa première peinture connue date de 1972. En 1977, alors qu’il est encore aux études, il peint son premier tableau exposé au public, Autoportrait. Tuymans soumet cette toile au concours national de peinture en Belgique et le remporte.
Entre 1979 et 1980, Tuymans collabore avec Marc Schepers sur deux projets régionaux intitulés Morguen. Les artistes demandent à des familles d'un quartier d'Anvers de leur fournir des photographies sur l’histoire de leurs familles, enrichissant cette collection de documentation qu’ils ont eux-mêmes glanés sur le quartier. L'année suivante, le projet est publié dans le Tijdschrift voor levende Volkskunst (Journal de l'art populaire vivant) sous la forme d'un journal calqué sur le magazine historique Volksfoto. Six mois plus tard, les deux artistes se lancent dans un second projet photographique, se concentrant cette fois sur le quartier des travailleurs autour de l'église Saint-André d’Anvers.
Entre 1980 et 1985, Tuymans décide de mettre la peinture entre parenthèses et se consacre au cinéma expérimental. Il réalise entre autres Feu d'artifice et prépare un long métrage semi-documentaire qui ne fut jamais réalisé. Certains extraits de film de cette époque lui serviront plus tard d'inspiration pour des peintures. Lorsque Tuymans reprend ses pinceaux en 1985, il change de technique. Depuis lors, il ne passe jamais plus d'une journée sur le premier jet d'une toile.
À partir de 1978, les peintures de Tuymans se focalisent sur la mémoire européenne de la Seconde Guerre mondiale, confrontant la célèbre question d'Adorno sur l'impossibilité de l'art après l'holocauste et « l'effondrement de toute tradition cohérente en peinture » décrit par Peter Schjeldahl. L'un des tableaux que Tuymans peint en 1986, intitulé Gaskamer (Chambre à gaz), représente la chambre à gaz de Dachau. Cette peinture est basée sur une aquarelle qu'il a réalisée sur place. Comme l'a écrit J.S. Marcus du Wall Street Journal, cette peinture « a simplifié les méthodes de peindre... a aplati la perspective, a atténué la couleur et le sens de la composition... Pour sauver la peinture, il la fait presque entièrement disparaître. »
Parmi d’autres peintures de cette période, citons le polyptyque de 1988 Die Zeit (Le Temps) où Tuymans combine un portrait [PC1][Quoi ?] du chef de file nazi Reinhard Heydrich avec deux tablettes d'épinards et un paysage urbain, et sa peinture de 1989 Die Wiedergutmachung (La réparation) représentant les yeux d'enfants tsiganes soumis aux expérimentations médicales nazies.
À la fin des années 1970, Tuymans commence à peindre des autoportraits et des portraits imaginaires, des individus anonymes et des personnages historiques et publics. À première vue, la plupart de ces images ressemblent à des portraits traditionnels ; l'approche est impartiale et non psychologique. Ses portraits ôtent toute individualité, laissant le corps tel un coquillage ; le visage devient pareil à un masque.
Un autre exemple de ses portraits figuratifs est Der diagnostische Blick (Le Regard diagnostique), une série de dix peintures de 1992 d’après des images cliniques d’anatomie et de parties du corps que le peintre trouve dans un manuel de médecine sur les maladies physiques.
Comme l'écrit Meyer-Hermann dans le catalogue raisonné, l'artiste a d'abord élucidé sa démarche théorique dans une proposition – non réalisée – d'exposition de groupe intitulée Virus of the Vanities (Virus des vanités). Il y définit des termes clés et développe une dialectique entre le « virus » comme représentatif du « culte », et la « vanité » en tant que projection de la « culture », opposant également « l'anecdotique » (que l’on retrouve dans des portraits ou natures mortes) au « symbolique » (que l’on retrouve dans les représentations du temps ou de la mort). Pour appuyer ses idées, Tuymans fait référence à neuf de ses peintures datant de 1978 à 1990.
La première exposition de Tuymans aux États-Unis, intitulée Superstition, se tient en 1994 chez David Zwirner à New York (avant d’être présentée plus tard à la Art Gallery of York University à Toronto, à la Renaissance Society de l'Université de Chicago et à l'ICA Institute of Contemporary Arts de Londres). Superstition reflétait le scepticisme et l'indifférence spirituelle de l'humanité tels qu'ils se manifestent dans notre attitude face aux événements historiques récents.

### 1995–2006
Depuis 1995, la renommée internationale de Tuymans ne cesse de croitre. Il a participé à plus de 140 expositions de groupe et a eu 47 expositions individuelles en Europe, en Amérique du Nord et en Asie. Entre 1995 et 2006, Tuymans a créé 198 œuvres qu'il ordonne en peintures, peintures murales et tapisseries murales.
Organisée en 1995 à la galerie Zeno X d'Anvers et au musée des beaux-arts de Nantes, l’exposition Heimat offre une réponse directe aux événements politiques de l’époque en Flandre et cible directement le nationalisme flamand. Peintes cette année-là, les pièces présentées incluent The Flag, A Flemish Village (Le Drapeau, Un Village flamand), le mémorial flamand Ijzertoren (Tour de l'Yser), un portrait de l'écrivain flamand Ernest Claes intitulé A Flemish Intellectuel (Un intellectuel flamand), et Home Sweet Home. Plusieurs des tableaux exposés dans l’exposition Heimat sont présentées l’année suivante (1996-97) dans l'exposition Face à l'histoire, au Centre Georges-Pompidou à Paris, qui s'attache aux réponses d’artistes modernes aux grands événements historiques et politiques des soixante dernières années. Dans une interview accordée à De Witte Raaf en 2014 au sujet de la série Heimat, Tuymans relate sa répulsion pour le parti politique flamand séparatiste d'extrême droite, le Vlaams Blok (Bloc flamand), parti qui remporta son meilleur résultat électoral à Anvers jamais atteint en 1994. Tuymans déclare sans ambages : « J'avais honte d'être anversois. »
En 1996, l'exposition Heritage organisée chez David Zwirner à New York propose dix nouvelles peintures du même titre, toutes inspirées de l'ambiance qui régnait aux États-Unis après l'attentat d'Oklahoma City. La série dépeint une imagerie américaine traditionnelle, presque stéréotypée : une peinture de deux casquettes de baseball (Heritage I) ; le mont Rushmore (Heritage VII) ; un homme au travail (Heritage VIII) ; un portrait et un gâteau d'anniversaire (Heritage IX). La série inclut également un portrait de Joseph Milteer, riche membre du Ku Klux Klan (Héritage VI).
En 2000, Tuymans suscite l'attention avec sa série de peintures politiques Mwana Kitoko (Beautiful Boy), inspirée de la visite d'État du roi Baudouin de Belgique au Congo dans les années 1950. Après avoir été montrées en 2000 chez David Zwirner à New York, les toiles sont exposées l’année suivante dans le pavillon belge à la Biennale de Venise.

Lors de la Documenta 11 (2002) qui met à l’honneur les œuvres d'art politiques ou sociales, beaucoup s'attendent à ce que Tuymans présente de nouvelles œuvres créées en réponse aux attaques du 11-Septembre. Au lieu de cela, il montre une simple nature morte exécutée à grande échelle, ignorant délibérément toute référence aux événements mondiaux, ce qui conduit inévitablement à des critiques négatives. Toutefois, l'artiste décrit sa décision comme une stratégie délibérée de « sublimation » qu'il justifie ainsi : 

« Dans Still-Life, l'idée de banalité devient plus grande que la vie, elle est poussée à un extrême impossible. Il ne s'agit en fait que d'une icône, d'une peinture presque purement cérébrale, plus comme une projection de lumière. Les attentats du 11 septembre 2001 visaient également l'esthétique, ce qui m'a donné l'idée de réagir avec une sorte d'anti-image, une idylle, bien qu'intrinsèquement tordue. »

En 2004, la Tate Modern de Londres, et en 2006, le musée Serralves de Porto consacrent des expositions monographiques au travail de Tuymans.

### Depuis 2007
Depuis 2007, Tuymans a participé à plus de 200 expositions collectives et eu plus de 30 expositions individuelles en Europe, en Amérique du Nord et en Asie. Au cours de cette période (2007-19), il a produit 180 œuvres qu'il a regroupées en peintures, peintures murales et tapisseries murales.
Organisée en 2007 à la galerie Zeno X d'Anvers, l’exposition Les Revenants aborde le thème de l'influence sociale des jésuites dans l'éducation. En 2007, une grande rétrospective est organisée par la Kunsthalle (Műcsarnok) de Budapest (2007-08) avant de voyager sous l’intitulé Luc Tuymans : Wenn der Frühling kommt à la Haus der Kunst de Munich en 2008 et, sous le titre Come and See, à la Zachęta National Gallery of Art de Varsovie. Chaque lieu accueillant l’exposition présentait un ensemble différent de peintures.
L’exposition personnelle de Tuymans en 2008 chez David Zwirner à New York, intitulée The Management of Magic, explore la « fascination Disney » de la société de consommation. De 2009 à 2011, cette exposition voyage dans quatre villes d'Amérique du Nord : le Wexner Center for the Arts, le musée d'Art moderne de San Francisco, le musée d'Art de Dallas et le musée d'Art contemporain de Chicago avant d’arriver à sa destination finale en Belgique à Palais des beaux-arts de Bruxelles.
En 2012, l'artiste polonais Mirosław Bałka invite Tuymans à participer à un projet dans la ville où il a grandi, Otwock. Le projet consiste à interpréter l'histoire de la ville à travers des œuvres d'art réparties sur plus de vingt sites. Tuymans y présente le tableau Die Nacht (2012),qui fait référence à l'installation cinématographique épique de Hans-Jürgen Syberberg de 1985 sur l'histoire allemande. Au cours de la deuxième saison de 2012, ce tableau est accroché dans la chambre d'enfant de Bałka. Tuymans installe également des centaines de ballons noirs dans les ruines de Zofiówka, un ancien asile psychiatrique. En 1940, ce bâtiment faisait partie du ghetto d'Otwock et, en 1942, durant l'occupation nazie de la Pologne, ses habitants y moururent de faim, furent abattus ou envoyés au camp d'extermination de Treblinka.

Lors de l'exposition rétrospective intitulée Intolerance organisée par QM Gallery Al Riwaq à Doha en 2016, Tuymans présente une nouvelle œuvre intitulée The Arena I – VI qui dépeint la violence de 1942. 

« Avec des similitudes visuelles avec The Third of May 1808, 1814 de Goya, la forte mise en évidence par Tuymans de personnages centraux entourés d'une vignette noircie et délabrée suggère une diaspora, une révolution ou une foule statique inquiète. Il y a un sentiment d'agression refoulée qui se cache sous la surface des formes ethniquement ambiguës et androgynes. »

#### Violation des droits d’auteur
En janvier 2015, un tribunal civil belge juge Tuymans coupable de plagiat après que l’artiste ait utilisé une photographie prise par Katrijn Van Giel comme source de son tableau de 2011, A Belgian Politician (Un homme politique belge),, un portrait de Jean-Marie Dedecker.
Tuymans fait appel de cette décision, insistant que le tableau est une parodie — une critique du conservatisme belge. En octobre 2015, Van Giel et Tuymans parviennent à un règlement confidentiel à l'amiable.
Durant ce litige, le journal britannique The Guardian soutient fermement l'artiste, commentant la manière dont Tuymans ne peint jamais de représentations photo-réalistes d'images originales. Par ailleurs, le journal décrit la manière dont « son travail a témoigné d'une étude de l’image tout au long de sa carrière. »

## Autres œuvres

### Œuvres sur papier
Le dessin fait partie intégrante de la pratique artistique de Tuymans depuis ses débuts. Croquis, aquarelles et autres pièces de petite taille forment le socle de son œuvre et constituent pour l’artiste une façon d'élaborer les idées et les solutions plastiques sous-jacentes à chaque tableau. On retrouve ainsi toutes les caractéristiques importantes de la démarche artistique de Tuymans dans ces travaux préparatoires, comme le choix délibéré de matériaux de pauvre qualité, l'incorporation d'éléments trouvés ou la disparition de l'image au profit de sa persistance dans l'oeil et l'esprit du regardeur. Ces dessins d'étude sont ainsi des préparations visuelles pour des peintures ultérieures autant que des extériorisations du processus de pensée de l’artiste. Comme le dit Tuymans dans une interview avec Josef Helfenstein en 1997 : « Le dessin est particulièrement important parce que je m'implique mentalement dans le travail et dans l'image. Ce qui est important pour moi, c'est l'idée de penser pendant que je dessine, en particulier dans les petits dessins. Cela m’aide à tout garder sous contrôle ».
Dans ce même entretien, Tuymans explique qu'il dessine surtout de mémoire et qu'il préfère de ne pas immédiatement commencer à dessiner lorsqu'il voit quelque chose, choisissant plutôt de dessiner « sur base d'une mémoire fragmentaire ». Chaque dessin va donc au-delà d'un archivage visuel et fait dès lors partie d'un processus de réflexion plus vaste. 
Une première rétrospective des dessins et autres œuvres sur papier de Tuymans couvrant les années 1975-96 est présentée dans le cadre d'une exposition à la Kunsthalle de Berne, au Berkeley Art Museum de Berkeley et au CAPC Musée d'art contemporain de Bordeaux (en 1997-98).

### Peintures murales
Dès le milieu des années 1990, Tuymans réalise une cinquantaine de peintures murales sur des sites spécifiques, dont cinq permanentes et les autres temporaires créés spécifiquement pour des expositions. Le type de technique est soit la peinture acrylique, soit la peinture murale appliquée directement sur des murs existants. Comme il le dit dans une interview vidéo sur le triptyque S. Croce (2010), ces peintures murales sont toujours connectées à « l'espace brut ». « Avec les peinture murales, l’approche est l’élément clé (…), quand je travaille sur un mur, je me sens plus libre que sur une toile ». De temps en temps, Tuymans réalise des oeuvres murales textiles basées sur des dessins scannés et produits mécaniquement. 
Tuymans réalise sa première peinture murale permanente en 1995 au Café Alberto d’Anvers. En 2007, il en peint une autre d’après Bloodstains (Taches de sang) (1993) sur le plafond de la salle de bal de l'ancien Ringtheater. Cette année-là, le bâtiment est récupéré par Troubleyn/Laboratorium, une compagnie scénique dirigée par l’artiste et dramaturge belge Jan Fabre. En février 2012, Tuymans utilise le motif de l'Ange pour une peinture murale permanente créée dans le deuxième foyer du balcon du Concertgebouw de Bruges. En 2013, Tuymans offre deux peinture murales permanentes créées pour les escaliers principaux du bâtiment de la Theaterstrasse au Staatsschauspiel de Dresden. Ces deux peintures murales reprennent des éléments des peintures Peaches (2012) et Technicolor (2012). Arena (2017) est la peinture murale la plus récente créée par l’artiste pour le Musée des Beaux-Arts de Gand. Peinte au bout d'une galerie arrondie dans le hall du musée, cette peinture murale se compose de trois panneaux.

### Mosaïques

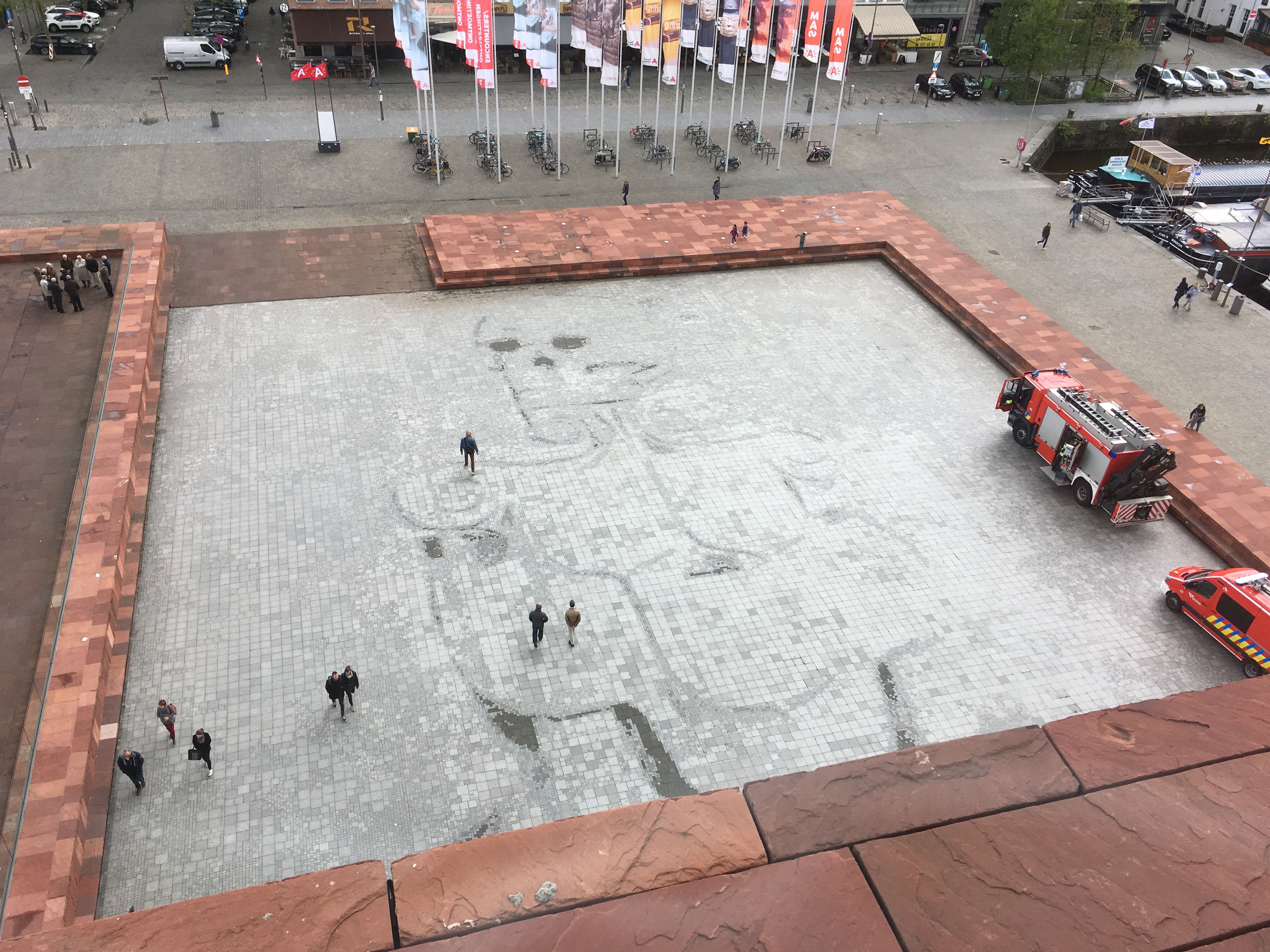
Luc Tuymans, Dead Skull, 2010
MAS Museum aan de Stroom, Anvers

Commandée par le MAS Museum aan de Stroom d’Anvers, la première mosaïque réalisée par Tuymans en 2010, Dead Skull (le Crâne mort) est installée sur la place du musée de la Hanzestedenplaats à Anvers. Cette mosaïque de pierre de 40 m2 évoque le tableau du même nom créé en 2002, qui fait à son tour référence à une plaque commémorative dédiée au peintre anversois du XVIe siècle Quinten Metsys sur la façade de la Cathédrale Notre-Dame d'Anvers. La mosaïque composée de 96 569 pierres de 11 couleurs différentes est réalisée en utilisant cette image et une technique de conversion numérique spécialement conçue pour ce projet. L'installation débute à l'hiver 2009 et se termine à l'été 2010. Quand on la regarde Dead Skull du rez-de-chaussée, l’image est à peine reconnaissable. Au plus haut on monte dans le MAS, au plus le crâne devient visible.
La seconde mosaïque de Tuymans, Schwarzheide, est réalisée à l'occasion de l’exposition de l’artiste au Palazzo Grassi en 2019, La Pelle. Produite par Fantini Mosaici à Milan et inspirée de l'huile sur toile éponyme de Tuymans datée de 1989, cette mosaïque représente un camp de travaux forcés allemand. Dans son entièreté, l'image n’est visible que depuis les balustrades donnant sur l'atrium du Palazzo Grassi. La mosaïque sera démantelée à la suite des inondations ayant frappé Venise en février 2020.

### Œuvres graphiques
À la fin des années 1980, Tuymans entame un travail d’expérimentations graphiques qui compte environ 90 œuvres traitant – à l’instar de ses peintures – la médiation et la traduction des images dans les médias de masse. Tuymans explore pléthore de méthodes d'impression y compris la photocopie, le jet d'encre, l'offset, le monotype, la sérigraphie, la lithographie, la gravure et les épreuves à la gélatine argentique, utilisant des supports insolites tels le papier peint, le verre de sécurité et le PVC. Souvent basées sur des photographies ou des photos de tournage que l'artiste photographie et re-photographie jusqu'à ce qu'une grande partie des détails originaux disparaisse, les images imprimées de Tuymans apparaissent souvent floues ou réduites. Par exemple, la gravure en quadrichromie Isabel, Diorama, Scramble, Twenty Seventeen (2017) se base sur des photos prises par l’artiste sur son iPhone alors qu’il peint. Ces images révèlent un stade précoce et inachevé de l'œuvre. Les coups de pinceau dans la marge du tableau et sur les bords de la toile sont également incorporés dans l'image imprimée. 
Sous le titre Prémonitions, ce travail d'expérimentations graphiques a fait l'objet d'une exposition au LaM Lille Métropole musée d'art moderne, d'art contemporain et d'art brut situé à Villeneuve-d'Ascq.
Tuymans réalise la plupart de ses impressions en collaboration avec Roger Vandaele, maître-imprimeur basé à Anvers, et Edition Copenhagen.

## Autres activités

### Commissaire d’expositions
Luc Tuymans est également commissaire d’expositions. Dans un entretien avec Artzip, Tuymans explique à propos de la première exposition dont il a été le commissaire en 1999, Trouble Spot: Painting au Museum van Hedendaagse Kunst Antwerpen et au NICC - New International Centre à Anvers que « l’idée derrière l'exposition consistait à explorer les limites de la peinture » et que son approche curatoriale était de « donner la priorité au visuel afin d’initier un dialogue entre les différentes œuvres ». Ce exposition comprenait des œuvres d'une cinquantaine d'artistes, dont Gerhard Richter, Ellsworth Kelly, Raoul De Keyser, Marlene Dumas et Andy Warhol. En 2002, l’artiste est commissaire de Kamers. een keuze van Luc Tuymans (Rooms. A choice by Luc Tuymans) à la Ruimte Morguen d’Anvers. Le 5 octobre 2006, Tuymans organise Sirene/Alarm, un événement qui fit le tour de nombreux musées et institutions culturelles en Belgique. Pour cet événement, tous les musées participants sont invités à régler leur système alarme pour qu'il se déclenche à 15 heures, à la suite de quoi le personnel, les artistes, les étudiants et autres visiteurs évacuent les bâtiments concernés pendant quinze minutes. L'événement est un plaidoyer pour la tolérance, une déclaration contre l'extrémisme politique, le racisme et la violence.
En 2007, Tuymans est commissaire de l'exposition The Forbidden Empire: Visions of the World by Chinese and Flemish Artists au BOZAR - Palais des Beaux-Arts de Bruxelles. L'exposition, organisée conjointement avec Yu Hui, s’est rendue au Musée national du palais à Pékin, institution qui a recueilli les collections du palais impérial de la Cité interdite de Pékin. L'exposition suivante dont il est commissaire, Reconsidered. Luc Tuymans: Selected Works from the Städel Collection, se tient au Städel Museum de Francfort-sur-le-Main en 2009. En 2010, après l'exposition sino-flamande The Forbidden Empire, Luc Tuymans est commissaire de l'exposition The State of Things, Brussels/Beijing, une exposition interculturelle combinant art belge et chinois. Après son ouverture à BOZAR - Centre des Beaux-Arts de Bruxelles, l’exposition prend ensuite la direction du Musée d’Art national de Chine à Pékin.
En 2011, l'artiste belge Angel Vergara invite Tuymans à être le commissaire de Angel Vergara : Feuilleton dans le Pavillon belge lors de la 54e Biennale internationale de Venise. Cette même année, Tuymans organise l'exposition A Vision of Central Europe pour Brugge Centraal. Comme on peut lire sur le site web de l’éditeur Phaidon, le point de départ pour cette exposition est la différence entre les villes de Bruges et de Varsovie : en effet, l’une a survécu à la Seconde Guerre mondiale relativement indemne, alors que l’autre a été décimée avant d’être scrupuleusement reconstruite.
Deux ans plus tard, Tuymans est commissaire de l'exposition The Gap: Selected Abstract Art from Belgium à la London Parasol Unit Foundation for Contemporary Art à Londres. Cette même année, il collabore avec le Dr Ulrich Bischoff pour l'exposition Constable, Delacroix, Friedrich, Goya. A Shock to the Senses à l'Albertinum de Dresde, une exposition retraçant l'histoire de la peinture européenne de 1800 à nos jours par le biais d’une juxtaposition d’œuvres majeures du romantisme européen et d’œuvres d’art moderne et contemporain ultérieures. En 2016, Tuymans est commissaire de l'exposition 11 Artists Against the Wall, à la Leopold Place 5 à Anvers, dans le cadre de Born in Antwerp, et de James Ensor by Luc Tuymans à la Royal Academy of Arts de Londres. Inaugurée en 2018 au Musée d'art contemporain d'Anvers  puis présentée à la Fondazione Prada à Milan[réf. nécessaire], la dernière exposition dirigée par Tuymans, Sanguine/Bloedrood se focalise sur le baroque.

### Enseignement et Conférences
Très engagé dans l’enseignement, Luc Tuymans a été professeur invité à l'institut néerlandais Rijksakademie van beeldende kunsten, où il a encadré et influencé des peintres émergents tels que l'artiste polonaise Paulina Olowska, et l'artiste serbe Ivan Grubanov. En 2008, Tuymans prend la chaire de la Fondation Max Beckmann à l'École Städel, un rôle précédemment tenu par William Kentridge. Tout au long de cette période, Tuymans prend part à des symposiums et conférences internationaux et donne des interviews et des conférences sur son travail et sur la peinture en général dans diverses universités et musées de par le monde.
En 1995, Tuymans donne une conférence sur son travail à l'université de Chicago et prend part à une conversation dirigée par le conservateur et écrivain Hamza Walker. En 2000, il participe au symposium The Persistence of Painting (la persistance de la peinture) à la Rijksakademie van beeldende kunsten d’Amsterdam avec Carel Blotkamp, Ferdinand van Dieten, Benoît Hermans, Frank Reijnders et Jeroen Stumpel. Après le décrochage de l'exposition de Tuymans Signalat au Hamburger Bahnhof en 2001, un symposium intitulé Gesichtsbilder est organisé en présence de l'artiste, d’Eugen Blume (directeur du Hamburger Bahnhof), de l'historienne de l'art Anne-Marie Bonnet et de Norbert Kampe (directeur du site de conférence, du mémorial et de l’éducation Wannsee à la Villa Marlier) (Conference, Memorial and Educational Site). À la demande de Tuymans, la séance de clôture du symposium a lieu à la Villa Marlier à Berlin. La SS allemande utilisa cette ancienne villa privée ayant appartenu à une famille d’industriels comme maison d'hôtes et centre de conférence de 1941 à 1945. La demeure servit de cadre pour les discussions durant lesquelles la déportation et le meurtre des Juifs européens en 1942 furent planifiés par les nazis.
Lors du symposium organisé pour l'exposition Painting on the Move à la Fondation Beyeler à Bâle, Between Senses, Strukturen und Strategien del Malerei im 20. Jahrhundert, Tuymans participe à une table ronde sur l'importance de la peinture par rapport aux nouveaux médias, modérée par l'historien de l'art Beat Wyss, avec le philosophe Hubert Damisch, les historiens de l'art Yve-Alain Bois, Bruno Haas et Denys Zacharopoulos, et l'artiste et historien de l'art Hans-Dieter Huber. En 2003, Tuymans collabore à une conférence publique au Kunstverein Hannover à Hanovre, et en 2004 donne des conférences au Museo Tamayo à Mexico (avec Gerrit Vermeiren), au Mauritshuis de La Haye où il donne une conférence intitulée On Peter Paul Rubens, au deSingel d’Anvers dans le cadre du programme Curating the Library, et à la Dresdner Bank à Berlin lors de la conférence Europa eine Seele geben: Berliner Konferen für europaïsche Kulturpolitik. En 2006, il participe à un panel d'artistes au MoMA de New York avec Brice Marden, Francesco Clemente et Christopher Wool et en 2008, il donne une conférence à la Haus der Kunst à Munich (Luc Tuymans: Arbeit und Praxis) ainsi que la conférence inaugurale au Neues Museum Weserburg de Brême lors du symposium Arbeit der Bilder: Die Präzens der Bilde sim Dialog zwischen Psychoanalyse, Philosophie und Kunstwissenschaft. En 2009, il participe à la conférence interdisciplinaire du PRN de Bâle, le Coloquim Abschied und Gegenstand dans le cadre du projet Platform au Wiels à Bruxelles et à la Lambert Family Lecture en dialogue avec T.J. Clark au Wexner Center à Columbus.
En 2010, il participe au symposium History, Violence, Disquiet organisé au MCA Museum of Contemporary Art de Chicago, et en 2011, il prend part à une conversation avec Rem Koolhaas à La Loge de Bruxelles intitulée Construction Européenne. En 2012, Tuymans est invité aux Frieze Talks et en 2015, il dirige une conversation avec Colin Chinnery à la Talbot Rice Gallery. En 2016, il donne une allocution dans le cadre de la série de conférences Slade Contemporary Art Lecture Series 2015-16 à la Slade School of Fine Art de Londres et, la même année, il participe à la table ronde What About Painting Today au Lille Métropole musée d'art moderne, d'art contemporain et d'art brut de Villeneuve-d'Ascq, et prend également part à une discussion publique avec Kerry James Marshall à Montréal. En 2017, il donne des conférences au Musée Migros d'art contemporain de Zurich et aux côtés de Gilane Tawadros au Royal College of Art de Londres. En 2018, il donne une conférence publique sur Andrzej Wróblewski à la David Zwirner Gallery de Londres.

### Expositions (sélection)

#### Expositions personnelles
Entre 1985 et 2006, plus de 100 expositions individuelles de peintures de Tuymans sont organisées, dont plus de 70 expositions individuelles internationales,,. La première exposition de peintures de Tuymans pour la Belgian Art Review (1985) se tient à Ostende dans une piscine déserte du prestigieux Palais des Thermes. Tuymans choisit cette ville pour son rapport avec James Ensor et de Leon Spilliaert, deux peintres ayant profondément influencé son développement artistique et dont le lien avec la ville lui transmet une signification spirituelle. Outre ses parents et une poignée d'amis, peu de gens visitent l'exposition qui reste un moment charnière dans sa carrière, puisque c’est la première fois que Tuymans voit son travail en dehors de l'atelier.
L’exposition publique suivante des peintures de Tuymans se tient à Ruimte Morguen à Anvers en 1988 alors que les premières expositions muséales consacrées exclusivement à son œuvre ont lieu en 1990 au PMMK Provinciaal Museum voor Moderne Kunst d’Ostende et au S.M.A.K. Stedelijk Museum voor Actuele Kunst de Gand. La même année, Tuymans expose pour la première fois chez Zeno X, galerie anversoise avec laquelle il travaille toujours à ce jour.
L’année 1992 marque la percée internationale de la carrière de Luc Tuymans. Plusieurs expositions majeures de son travail (à la Kunsthalle de Berne par exemple) et sa participation à Documenta 9 contribuent à étendre sa réputation au niveau mondial. Tuymans achève cette première période de sa carrière par une rétrospective au musée Haus Lange, Krefelder Kunstmuseen à Krefeld en 1993 dans deux maisons d'habitation transformées en musées d'art contemporain, la Haus Lange et la Haus Esters. En 1994, son travail est présenté au Portikus de Francfort-sur-le-Main et l’exposition voyage chez David Zwirner à New York , galerie internationale avec laquelle il travaille toujours à ce jour. La même année, Tuymans expose son travail à la galerie d'art de l'université de York à Toronto, puis à la Renaissance Society de l'université de Chicago, à l'Institut d'art contemporain de l'ICA Institute of Contemporary Art à Londres et à la Goldie Paley Gallery du Moore College of Art and Design à Philadelphie. En 2001, Tuymans représente la Belgique à la Biennale de Venise.
Entre 2004 et 2008, plusieurs lieux consacrent des expositions à Tuymans : la Tate Modern à Londres en 2004, le Museu Serralves de Porto, la Műcsarnok Kunsthalle à Budapest en 2007-2008, la Zachęta National Gallery of Art à Varsovie et la Haus der Kunst à Munich en 2008.
La première rétrospective américaine complète de l'artiste est inaugurée en septembre 2009 au Wexner Center for the Arts à Columbus, avant de se rendre au San Francisco Museum of Modern Art, au Dallas Museum of Art et au MCA Museum of Contemporary Art de Chicago. Cette rétrospective dépasse les frontières des États-Unis et achève son parcours à BOZAR Palais des beaux-arts à Bruxelles.
En 2009 également, une exposition d'œuvres inspirées par l'un des auteurs préférés de Tuymans, Thomas Pynchon, intitulée Against the Day, est organisée au centre d’art contemporain Wiels, à Bruxelles, avant de se rendre au Baibakov Art Projects de Moscou, et au Moderna Museet de Malmö en Suède. Une grande exposition personnelle, intitulée Intolerance, est organisée en 2015 à la QM Gallery Al Riwaq, à Doha. En 2019, une exposition majeure incorporant 80 peintures peintes par Tuymans de 1986 à 2019, La Pelle, est présentée au mythique Palazzo Grassi de Venise.

#### Expositions collectives
Entre 1985 et 2016, Tuymans a également pris part à plus de 350 expositions collectives, dont plus de 300 expositions internationales.  
En 1992, il est invité à exposer pour la première fois à la documenta de Cassel et en 2002, il participe à la documenta 11.  
Les œuvres de Tuymans ont également été présentées dans des expositions de groupe telles que Infinite Painting: Contemporary Painting and Global Realism, organisée à la Villa Manin Centro d'Arte Contemporanea, Codroipo en Italie (2006) ; Essential Painting, au musée national d'art, Osaka, Japon (2006) ; Fast Forward: Collections for le Dallas Museum of Art, au Musée d'Art de Dallas, Dallas, Texas (2007) ; What is painting? Contemporary Art From the Collection au Museum of Modern Art de New York (2007) ; The Painting of Modern Life  à la Hayward Gallery de Londres et au château de Rivoli, Turin, Italie (2007) ; Doing it My Way: Perspectives in Belgian Art au Museum Küppersmühle für Moderne Kunst, Duisburg, Allemagne (2008) ; Collecting Collections: Highlights from the Permanent Collection of the Museum of Contemporary Art, Los Angeles au Musée d'Art contemporain de Los Angeles, Californie (2008) ; Mapping the Studio: Artists from the François Pinault Collection au Palais Grassi, Venise, Italie (2009) et Compass in Hand: Selections from The Judith Rothschild Foundation Contemporary Drawings Collection au Museum of Modern Art, New York (2009-10).

## Selection de musées et de collections publiques
- 21st Century Museum of Contemporary Art, Kanazawa
- Albright–Knox Art Gallery, Buffalo
- Art Institute of Chicago, Chicago
- Berkeley Art Museum and Pacific Film Archive, University of California, Berkeley
- The Broad, Los Angeles
- Carnegie Museum of Art, Pittsburgh
- Centre Pompidou, Paris
- Dallas Museum of Art, Dallas
- De Pont Museum of Contemporary Art, Tilburg
- Des Moines Art Center, Des Moines
- FRAC Auvergne - Fonds Régional d’Art Contemporain, Clermont-Ferrand
- Friedrich Christian Flick Collection, Hamburger Bahnhof - Museum für Gegenwart, Berlin
- Fundacion de Serralves, Porto
- Hammer Museum, Los Angeles
- Hirshhorn Museum and Sculpture Garden, Washington
- HVCCA - Hudson Valley Center for Contemporary Art, Peekskill
- The Israel Museum, Jérusalem
- Kunstmuseen, Krefeld
- Kunstmuseum aan zee (Mu.ZEE), Ostende
- Museum of Fine Arts, Berne
- Kunstmuseum, Wolfsburg
- LACMA Los Angeles County Museum of Art, Los Angeles
- Louisiana Museum, Humlebaek
- Musée des Beaux-Arts de Nantes, Nantes
- Museum für Moderne Kunst, Francfort-sur-le-Main
- Museum of Contemporary Art, Anvers
- Museum of Contemporary Art, Chicago
- The Museum of Modern Art, New York
- Over Holland Collection, The Netherlands
- Philadelphia Museum of Art, Philadelphie
- Pinakothek der Moderne, Munich
- San Francisco Museum of Modern Art, San Francisco
- Stedelijk Museum voor Actuele Kunst, Gand
- Solomon R. Guggenheim Museum, New York
- Tate Gallery, Londres

## Catalogue raisonné
En 2019, David Zwirner et Yale University Press publient un catalogue raisonné complet sous la direction éditoriale de l'historienne de l'art Eva Meyer-Hermann. Les peintures de Tuymans datant de 1972 à 2018 – soit 564 au total – sont réparties en trois volumes. Volume I couvre les 186 peintures réalisées sur toile ou sur panneau dur entre 1972 et 1994, Volume II traite 198 peintures sur toile ou – occasionnellement – sur polyester ou vinyle réalisées entre 1995 et 2006, et Volume III englobe 180 œuvres sur toile datant de 2007 à 2018.

## Position sur le marché de l’art / Cote
La Galerie Zeno X représente Tuymans à Anvers et la David Zwirner à New York. Selon un article publié par Artprice en 2019, la moitié du chiffre d'affaires de l’artiste est réalisé aux États-Unis et 36% au Royaume-Uni. En mai 2005, Sculpture (2000), qui fait partie de la série Mwana Kitoko (Beautiful White Man) de Tuymans, est vendue aux enchères par Christie's New York à un prix record. En 2005, Tuymans figure parmi les 184 artistes du « Top 500 » des ventes dans un classement établi par Artprice. Le record de vente de Tuymans remonte à la célèbre vente d'art contemporain de Christie's New York en mai 2013, où Rumour (2001) suscite une attention sans précédent. Il s'agit du meilleur résultat jamais obtenu pour un artiste belge contemporain (c'est-à-dire né après 1945). Depuis lors, ses peintures ont rapporté des sommes toujours plus importantes. Ainsi, en 2016, Tuymans est classé 60e dans la liste ArtReview des 100 personnes les plus puissantes du monde de l'art. En 2019, Tuymans bénéficie d’une grande visibilité avec son exposition La Pelle au Palazzo Grassi à Venise. Le marché réagi en conséquence et ses œuvres génèrent alors un chiffre d'affaires encore plus élevé sur le marché secondaire, une année record pour l'artiste. Cette année-là, il est classé 75e au « Top 500 » des artistes les plus vendus au monde. Tuymans entre dès lors dans le top 100 des artistes les plus performants sur le marché secondaire mondial. Aujourd’hui, il est considéré comme l'un des artistes européens les plus célèbres, aux côtés des artistes italiens Rudolf Stingel et Maurizio Cattelan, de l'artiste belge Harold Ancart et de huit artistes allemands, dont Albert Oehlen.

## Honneurs et distinctions
En 2007, le roi Albert II nomme Tuymans Commandeur de l'Ordre de Léopold de Belgique. En 2013, l’artiste est fait membre honoraire étranger de l'Académie américaine des arts et des lettres à New York et de l'Académie des arts (Akademie der Künste) à Berlin. En 2019, il reçoit la médaille d'honneur du ICOCEP Congrès international de peinture contemporaine à Porto. Tuymans détient plusieurs distinctions académiques, dont un doctorat honorifique pour le mérite culturel global décerné par le Royal College of Art en 2015 un doctorat honorifique décerné par l'Université des Arts à Poznań en 2014, ainsi qu’un doctorat honorifique pour le mérite culturel global décerné par l'Université d'Anvers en 2006. En 2008, Tuymans reçoit le prix de la Fondation Max Beckmann à l'École Städel. En 2000, il est finaliste pour le prix de la Biennale Vincent van Gogh pour l'art contemporain en Europe et remporte le prix de la Fondation Coutts pour l'art contemporain à Zurich. En 2013, Tuymans reçoit le prix de la culture flamande pour les arts visuels et en 2020 le prix Ultima pour le « Mérite culturel général ». En 1998, il obtient le prix culturel bisannuel Blanlin-Evrart de l'Université catholique de Louvain. En 2013, il reçoit le prix d'excellence pour sa contribution artistique dans la lutte contre le sida de l'AmfAR, une fondation américaine parmi les plus importantes au monde pour le financement de la prévention et la recherche médicale contre le sida.